# Catherine Desnitski
Catherine Desnitski (Lutsk, 27 de abril de 1886,-París, 3 de enero de 1960) fue una noble ucraniana, participante en la guerra ruso-japonesa y poseedora de la Cruz de San Jorge (1904). Fue la esposa del príncipe Chakrabongse Bhuvanath de 1906 a 1919. La historia de su amor se describe en obras literarias y se plasmó en un ballet de la Compañía de Ballet del Kremlin en el Festival Internacional de Danza y Música de Bangkok (2003).

## Biografía
Desnitski nació como Ekaterina Ivanova Desnitskaya. En su juventud se convirtió en enfermera y sirvió en la Guerra ruso-japonesa de 1904-1905, siendo condecorada por su participación en el conflicto armado. En 1904 conoció al príncipe de Bishnulok, (el segundo hijo del rey Rama V), quien recibió una educación militar en San Petersburgo y se graduó en el Cuerpo de Pajes (1902). En 1906 la pareja se casó en la iglesia griega de la Santísima Trinidad de Estambul. El 28 de marzo de 1908 nació su hijo, Chula Chakrabon.
En 1919, el Príncipe y Denitski se divorciaron, pero ella rechazó un acuerdo económico y se marchó a Shanghái, donde se había establecido su hermano y había una gran diáspora rusa. Allí se involucró en obras de caridad y más tarde se casó con el estadounidense Harry Clinton Stone, con quien vivió en París y Portland. Falleció el 3 de enero de 1960 y fue enterrada en París.
En 1995, su nieta Narisa Chakrabon, la hija de Chula Chakrabon y su esposa inglesa Elizabeth Hunter, en colaboración con Eileen Hunter (su tía materna), publicó el libro biográfico Katya and the Prince of Siam.